# German (Kokkiel)
German, imię świeckie Grigorij Afanasjewicz Kokkiel (także Kokiel; ur. 11 listopada?/23 listopada 1883 w Tarchanach, zm. 2 listopada 1937) – biskup Rosyjskiego Kościoła Prawosławnego.

## Życiorys
Był z pochodzenia Czuwaszem, chłopem, we wczesnym dzieciństwie stracił rodziców. Uczył się w szkole ziemskiej, następnie, mimo braku stosownego wykształcenia, był nauczycielem szkoły parafialnej w Batyriewie. W latach 1898–1900 pracował jako pisarz. W wieku osiemnastu lat wstąpił jako posłusznik do wspólnoty mniszej przy rezydencji biskupiej w Symbirsku. W tym samym roku zdał egzamin uprawniający go do podjęcia pracy w charakterze psalmisty w parafii w Szerautach, a następnie w Batyriewie. Dwa lata później w trybie eksternistycznym zdał egzamin na nauczyciela w szkole dla Czuwaszy przy seminarium nauczycielskim w Kazaniu. W latach 1907–1909 uczył się na kursach dla misjonarzy przy eparchii kazańskiej i po uzyskaniu dyplomu końcowego został wyświęcony na kapłana. Obsługiwał prawosławne placówki duszpasterskiej na południowym wschodzie powiatu buińskiego, prowadził działalność misyjną wśród Czuwaszy. Brał udział w przygotowywaniu przekładów literatury prawosławnej na język czuwaski, w Symbirsku opublikował katechizm i pouczenia dla osób, które niedawno zostały ochrzczone. W Siurbiejewie otworzył szkołę psalmistów dla Czuwaszy.
Według niektórych źródeł w 1917 został aresztowany, a następnie zwolniony dzięki wstawiennictwu miejscowych chłopów. W 1921 przebywał już w Piotrogrodzie, gdzie ukończył studia w Instytucie Teologicznym w 1924. W tym samym roku grupa duchownych pochodzenia czuwaskiego zasugerowała patriarsze Tichonowi wyświęcenie go na biskupa, by mógł on zorganizować wokół siebie parafie etnicznie czuwaskie zachowujące jurysdykcję kanonicznej Cerkwi (nie zaś Żywej Cerkwi). 9 grudnia 1924, po złożeniu wieczystych ślubów mniszych i przyjęciu imienia zakonnego German, miała miejsce jego chirotonia na biskupa ibrieskiego, wikariusza eparchii uljanowskiej; patriarcha był głównym konsekratorem. W jego jurysdykcji pozostawały parafie czuwaskie, rezydencja biskupia znajdowała się we wsi Ibriesi. Po swoim przyjeździe do Czuwaszji biskup Herman zaczął odwiedzać podległe sobie placówki duszpasterskie, apelując do duchownych o powrót do Rosyjskiego Kościoła Prawosławnego. Mimo to większość parafii pozostała w Żywej Cerkwi.
Wiosną 1925 zostało wobec niego wszczęte śledztwo GPU, zabroniono mu opuszczać Ibriesi i brać udział w działalności czuwaskich parafii. W tym samym roku za zgodą GPU udał się do Ałatyr, jednak już dzień po przybyciu został aresztowany i przewieziony do Symbirska. W listopadzie 1925 został uwięziony w Czeboksarach, opuścił więzienie po podpisaniu zobowiązania o niewyjeżdżaniu z miasta; zamieszkał jednak w Ałatyrze.
Po związaniu się biskupa Wissariona (Zorina) z rozłamem grigoriewskim zastępca locum tenens Patriarchatu Moskiewskiego metropolita Sergiusz mianował go locum tenens eparchii symbirskiej. W 1926 biskup Herman został jednak aresztowany i skazany na trzyletnią zsyłkę. W miejscach zesłania był kolejno mianowany biskupem bugulemskim, wikariuszem eparchii samarskiej (1926–1927), biskupem bugurusłańskim, wikariuszem eparchii orenburskiej (1927–1928), kuźnieckim, wikariuszem eparchii tomskiej (1928). W listopadzie 1930 zamieszkał w Omsku i został biskupem omskim. Od lipca do września 1931 był biskupem nikolsko-ussuryjskim, następnie od września 1931 do kwietnia 1932 – biskupem barnaułskim, locum tenens eparchii bijskiej. W 1932 został aresztowany w Bijsku, pod zarzutem głoszenia antyradzieckich kazań.
W październiku 1932 objął katedrę błagowieszczeńską. 11 lutego roku następnego został uwięziony w Chabarowsku, w grudniu skazany na dziesięć lat łagru za kierowanie „kontrrewolucyjną organizacją cerkiewno-monarchistyczną” działającą na Ałtaju. Od 1934 uwięziony w Bamłagu (okolice Swobodnego), pracował jako księgowy. W obozie nie ukrywał swojego przywiązania do prawosławia, za co w 1937 został skazany na śmierć pod zarzutem agitacji kontrrewolucyjnej.
W 2001 kanonizowany jako nowomęczennik.
Jego brat, Aleksiej Kokkiel, był malarzem, uczniem Ilji Riepina.